# Jakob von Boymont-Payrsberg

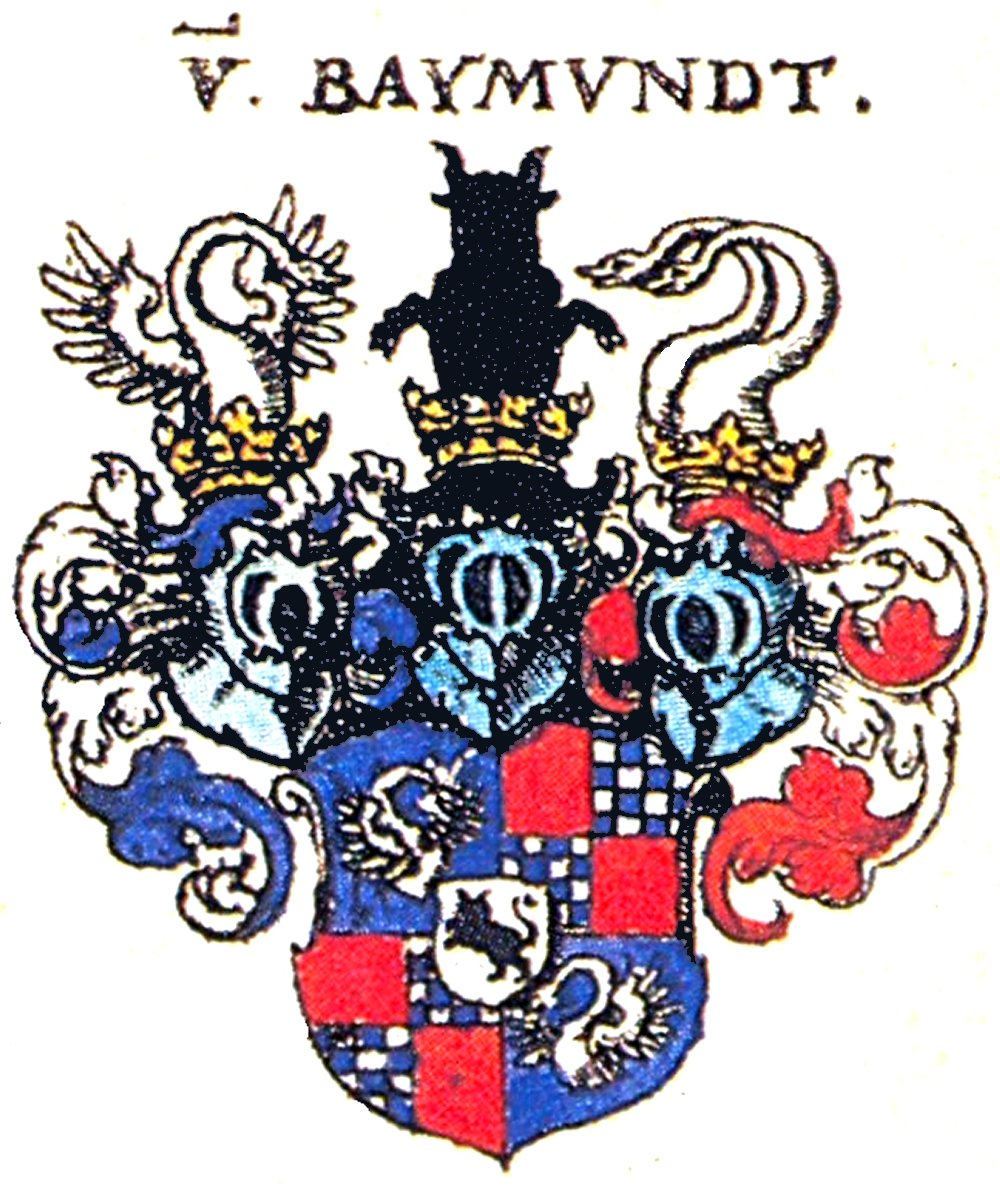
Familienwappen

Freiherr Jakob II. von Boymont zu Payrsberg (* 5. Juli 1527 in Ivano Fracena; † 22. Oktober 1581) war ein einflussreicher Tiroler Adliger und Höfling. Er war Regimentsrat, Statthalter von Innsbruck, stellvertretender Landeshauptmann sowie Unterhofmeister. Darüber hinaus nahm er an der ersten dokumentierten Bergbesteigung der Laugenspitze teil.

## Leben

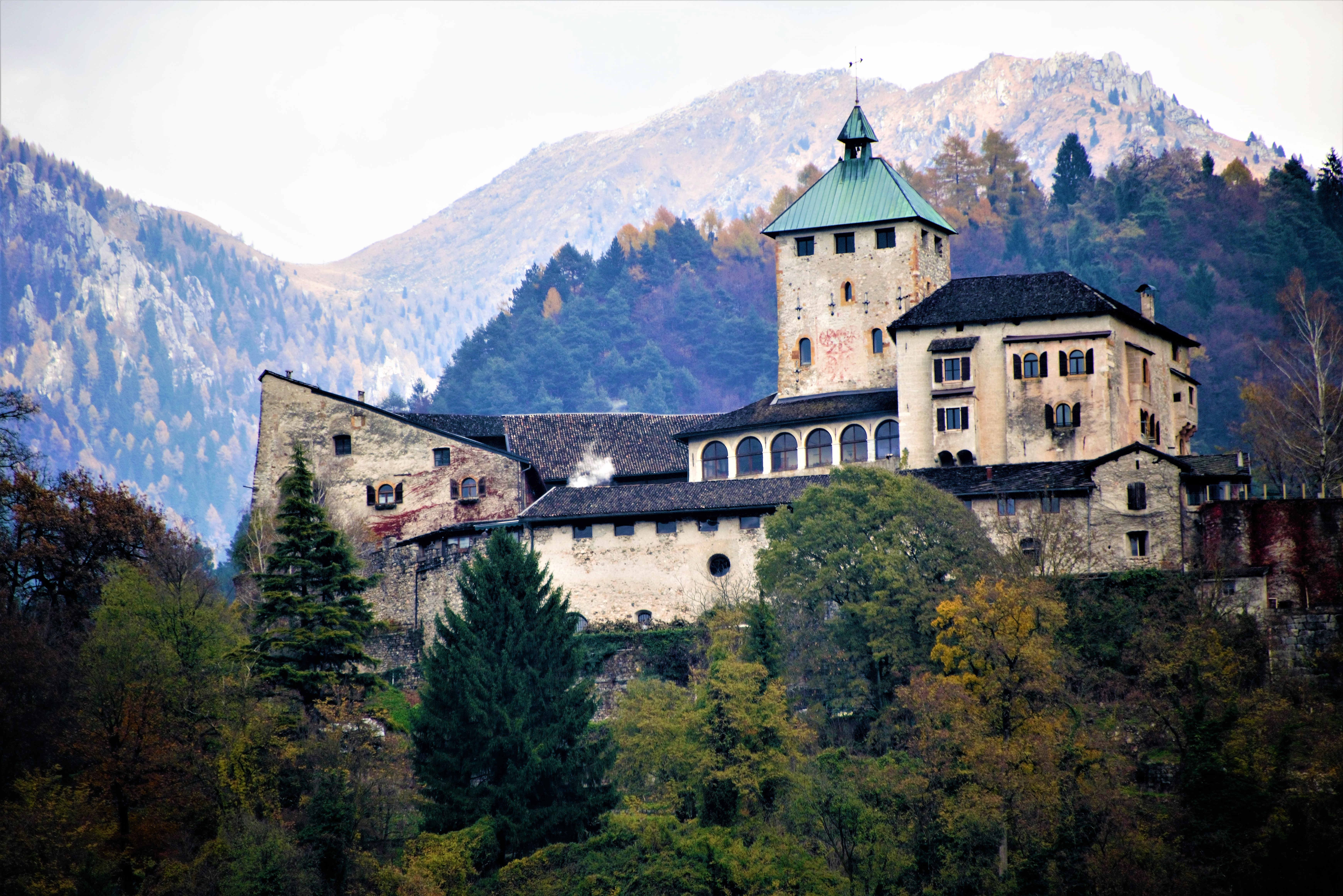
Geburtsort Castel Ivano

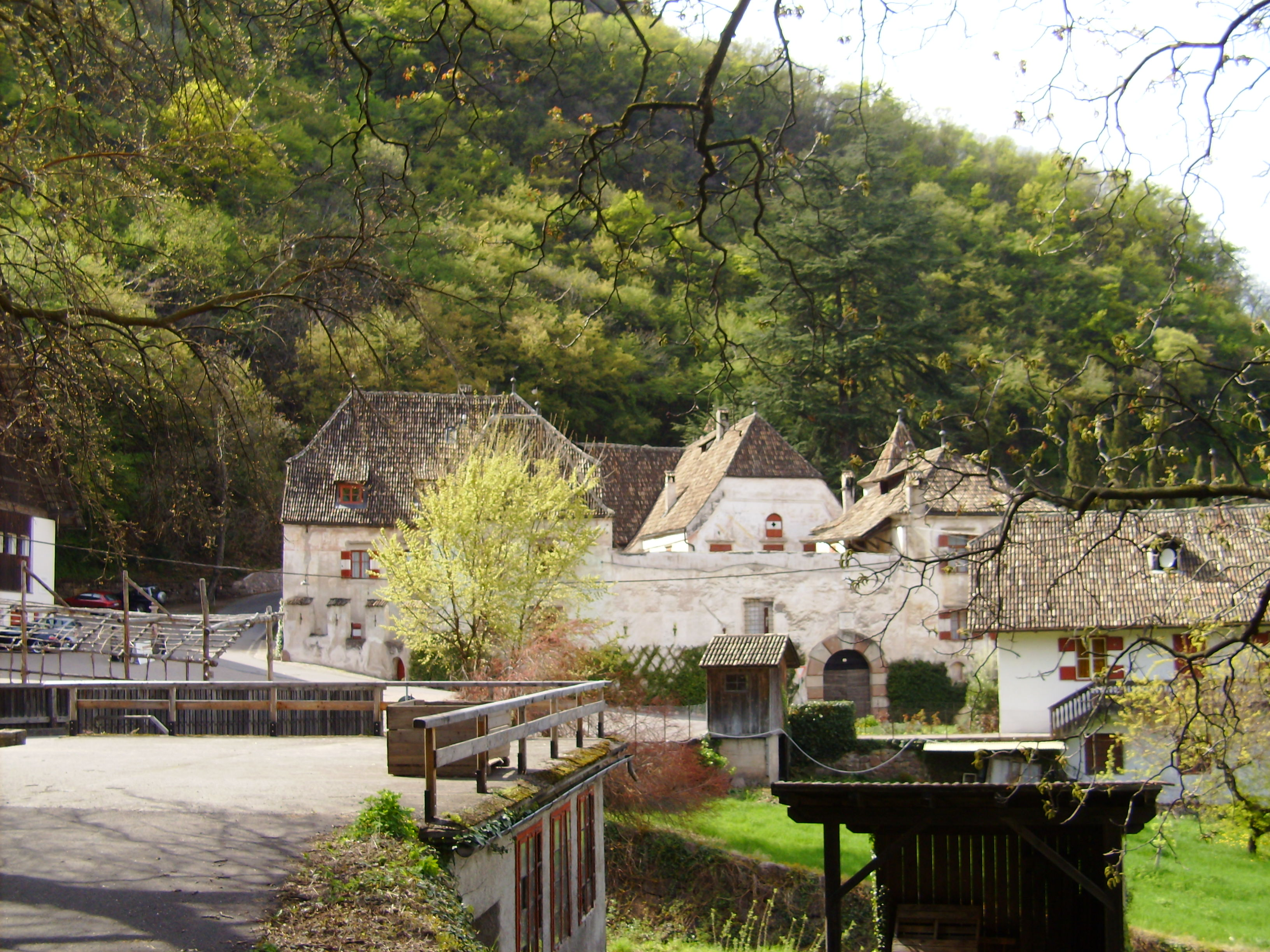
Wohnsitz Schwanburg

### Herkunft
Er stammte aus einem alten Tiroler Adelsgeschlecht, das Graf Brandis zufolge ursprünglich aus Baiern stammte und von dort früh in die Grafschaft Tirol eingewandert war. Seine Eltern war Martin von Boymont-Payrsberg († 1551), Hauptmann der Herren von Wolkenstein-Rodenegg und dessen Gemahlin Sophia von Breisach.

### Werdegang
Nach seiner Schulzeit trat Jakob von Boymundt-Payersberg in Dienste des Bischofs von Trient und reiste im Gefolge Erzherzog Maximilians nach Spanien. 1551 erbte er die Güter seines Vaters in Nals und Tisens. 1560 schlug ihn Kaiser Maximilian II. in Wien zum Ritter. 1562 fungierte er als stellvertretender Tiroler Landeshauptmann. Von 1560 bis 1575 ließ er ein Haus in Nals in der Gaul zu einem Ansitz umbauen und es nach dem Schwan in seinem Wappen in Schwanburg umbenennen. Nach der Regierungsübernahme Erzherzog Ferdinand II. wurde Jakob von Boymont-Payrsberg 1564 in das Burggrafenamt entsandt um die Huldigung entgegenzunehmen. 1565 ernannte man ihn zum Unterhofmeister und Rat des Tiroler Landesfürsten. Er galt als eine der vermögendsten Adligen Tirols, der Erzherzog Ferdinand II. eine Summe von 150.000 Gulden lieh, unter der Bedingung einer Provision von 400 Gulden und die Erhöhung seines Jahresgehalts von 570 auf 700 Gulden. Als Anhänger der Gegenreformation förderte er die Ansiedlung der Jesuiten in Tirol. 1568 wurde er und sein Bruder Martin von Erzherzog Ferdinand II. in den erblichen Freiherrenstand erhoben. Von 1568 bis 1571 diente er als Statthalter von Innsbruck. Die geerbten Familiengüter vergrößerte er 1572 durch den Ankauf der Herrschaft Neuhaus. 1572 nahm er am Begräbnis der Stiftsdame Erzherzogin Margarethe von Österreich (1536–1567) in Hall als deren Sargträger teil. Jakob von Boymont-Payrsberg betätigte sich auch als Bergsteiger, der 1552 zusammen mit seiner Frau Katharina von Botsch und deren Mutter Regina von Brandis die in der Nähe seiner Festung Payrsberg liegenden Laugenspitze erklomm, die als erste dokumentierte weibliche Bergbesteigung überhaupt gilt. Zuletzt schrieb er eine Autobiografie, die wichtige Einblicke über die damalige Zeit gewährte. Er starb am 22. Oktober 1581. Wegen Überschuldung mussten seine Erben den Ansitz Schwanburg an die Grafen von Trapp verkaufen.

## Familie
Jakob von Boymont-Payrsberg heiratete 1549 Katharina von Botsch und nach deren Tode 1569 Katharina von Schlandersberg geb. von Annenberg. Aus der ersten Ehe gingen drei Töchter und ein Sohn hervor.